# Victoria immunifica
Victoria immunifica är en fjärilsart som beskrevs av Louis Beethoven Prout 1912. Victoria immunifica ingår i släktet Victoria och familjen mätare. Inga underarter finns listade i Catalogue of Life.